# Adroaldo Peixoto Garani
Adroaldo Peixoto Garani (Leopoldina, 7 de julho de 1950) é um político, advogado, livreiro e jornalista brasileiro. 
Ingressou na vida pública em 1990 quando foi eleito, pela primeira vez, deputado estadual no Rio de Janeiro pelo PDT. 
Formado em direito pela Universidade Federal Fluminense, onde também cursou letras, presidiu a Casa do Estudante Fluminense, em Niterói, na década de 1970. É casado desde 1987 com a professora Maria do Carmo dos Santos Garani e pai de dois filhos.

## Carreira política
Adroaldo foi superintendente Companhia de Eletricidade do Estado do Rio de Janeiro - CERJ, de 1984 a 1986 no primeiro governo de Leonel Brizola. Participou do programa "Uma luz na escuridão", que levou luz elétrica a mais de pessoas no Estado, e do projeto "Luz no campo" que, de igual modo, levou energia elétrica à população rural.
No ano 1991 assumiu o mandato de deputado estadual, tendo presidido a comissão de emancipação de municípios, a qual emancipou as cidades fluminenses de Areal, Aperibé, Armação dos Búzios, Carapebus, Iguaba Grande, Levy Gasparian, Macuco, Mesquita, Pinheiral, Rio das Ostras, São José de Ubá e Seropédica. 
Em 1999 assumiu a presidência da Imprensa Oficial do Rio de Janeiro, ocasião em que esta entidade implantou o "Projeto Novos Talentos", editando, sem custos, os livros de novos escritores. Foi criado, ainda na sua gestão, o "Museu da Imprensa Brasileira".
Em 2003 foi Subsecretário estadual de Transportes, tendo participado ativamente dos projetos de apliação das linhas do metrô na capital do estado. De volta à ALERJ, em 2005, foi o autor da lei que demarcou o perímetro definitivo do Parque Estadual da Serra da Tiririca, entre os municípios de Niterói e Maricá, transformando, finalmente, a área em reserva ambiental.

## Cidadania italiana
Adroaldo é descendente de italianos e um membro atuante na comunidade italiana, tendo sido presidente da Associação Cultural Ítalo-brasileira - ACIB, entidade reconhecida pelo Ministero Degli Affari Esteri do governo italiano. 
Adroaldo é ainda vice-presidente do Clube Italiano do Niterói, diretor da Associação Beneficente Italiana - ABITA, delegado da Confederazione dei Italiani nel Mondo, membro da Accademia Italiana Della Cucina, e Membro do Conselho Fiscal da Câmara de Comércio Brasil-Itália do Rio de Janeiro. Em 27 de dezembro de 2006, foi agraciado com o título de Commendatore, honraria concedida pelo presidente da República Italiana, Giorgio Napolitano.

## Livreiro e jornalista
Adroaldo iniciou sua carreira como livreiro criando a primeira banca de livros na Livraria Universitária da Universidade Federal Fluminense (UFF) durante a crise do papel. Posteriormente, fundou uma rede de livrarias - Livraria Romanceiro, Livraria Travessia e Livraria Panorama - ), bem como uma editora na cidade de Niterói, por meio da qual editou diversas obras. Adroaldo é também coautor da obra: Tudo o que você precisa saber para comprar seu imóvel com segurança, ao lado do professor Gilson Carlos Sant'Anna (UFF e UGF). Adroaldo é também jornalista e membro da Associação Brasileira de Imprensa (ABI).